# Bacchanales
Pour les articles homonymes, voir Bacchanale.

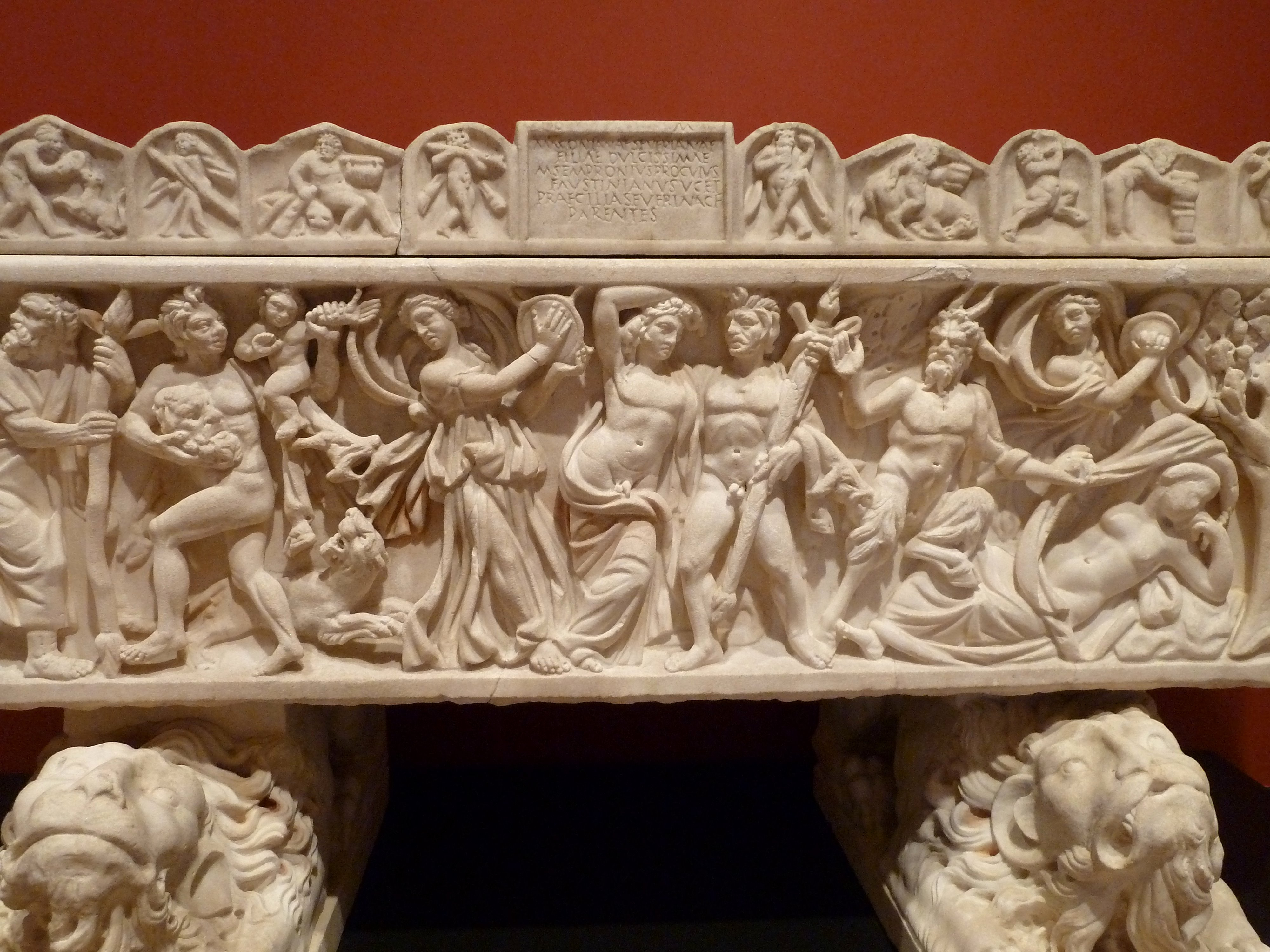
Bacchanale sur un sarcophage romain de 210-220 apr. J.-C.

Les bacchanales étaient des fêtes religieuses célébrées dans l'Antiquité.
Dans le monde grec et romain, les bacchanales (latin : bacchanales) étaient des fêtes liées aux mystères dionysiaques en l'honneur du dieu Bacchus ou Dionysos (divinité de la vigne et du vin), pendant lesquelles on buvait sans mesure. Les prêtresses organisatrices de ces cérémonies étaient appelées Bacchantes et ce nom a ensuite été associé aux orgies romaines. Selon Tite-Live, les célébrations primitives étaient exclusivement féminines et provenaient du culte originel du dieu Pan.
Introduites à Rome (vers 200 av. J.-C.) de Grande-Grèce via l'Etrurie, les bacchanales étaient célébrées en secret et avec la seule participation des femmes dans le bosquet de Simila, près de Mont Aventin. Les jours de célébration étaient celui de la première pleine lune de janvier et le premier jour de mars, ainsi que les 16 et 17 mars. Plus tard, la participation aux rites a été étendue aux hommes et les célébrations ont eu lieu cinq fois par mois.

## Origine et évolution

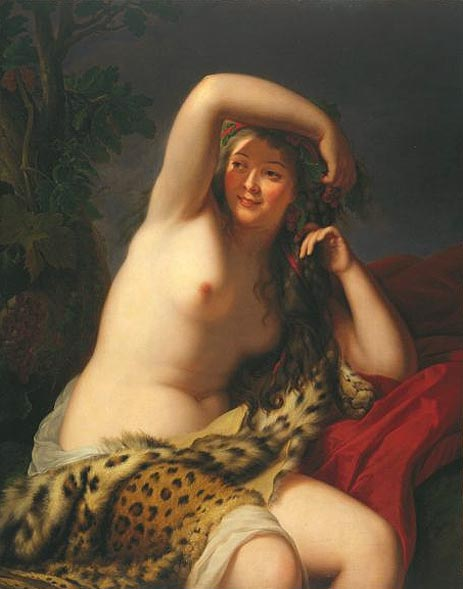
Une bacchante, vue par la peintre Vigée le Brun.

Inspirées des anciennes Dionysies grecques célébrées en l'honneur de Dionysos, les cérémonies des bacchanales furent introduites en Italie vers 300 av. J.-C., mêlées à d'autres coutumes notamment étrusques. Elles avaient dès l'origine le caractère de superstitio. Arrivé à Rome, le culte de Dionysos accentua son caractère subversif, « qui passe du mythe à la réalité » et perd tout lien avec le vin. 
Ces fêtes eurent lieu ensuite au moins trois fois par an sous le contrôle de matrones respectables. Elles devinrent publiques et étaient célébrées dans toute la Grande-Grèce, en Égypte et principalement à Rome. Ces fêtes, qui duraient environ 3 à 5 jours en fonction de la région, étaient avant tout axées sur des représentations théâtrales faisant office de cérémonie religieuse.
Elles servirent bientôt de prétexte aux désordres les plus extravagants car elles évoluèrent en fêtes orgiaques nocturnes de plus en plus fréquentes (jusqu'à cinq fois par mois selon le témoignage d'Hispala, rapporté par Tite Live, qui dévoila le scandale des Bacchanales) qui eurent souvent mauvaise réputation, du fait de l'ivresse publique et des licences sexuelles qui les accompagnaient.

## Les bacchanales à Rome
Les Romains se méfiaient de ce culte orgiaque semant le désordre (Rome a toujours vu dans les cultes à mystères, exigeant le secret de la part des mystes, un risque pour l'État).
Des hommes y entraient dans des transes sacrées, des femmes, déguisées en bacchantes, couraient au Tibre avec des torches. La secte des initiés fut bientôt si nombreuse qu'elle formait presque un peuple (jam prope populum, dit Tite-Live). Elle comptait parmi ses membres des hommes et des femmes de haut rang.
Puis il fut décidé de ne plus admettre aux cérémonies que des jeunes gens âgés de moins de vingt ans, instruments plus dociles lors des orgies initiatiques.

## Scandale des Bacchanales

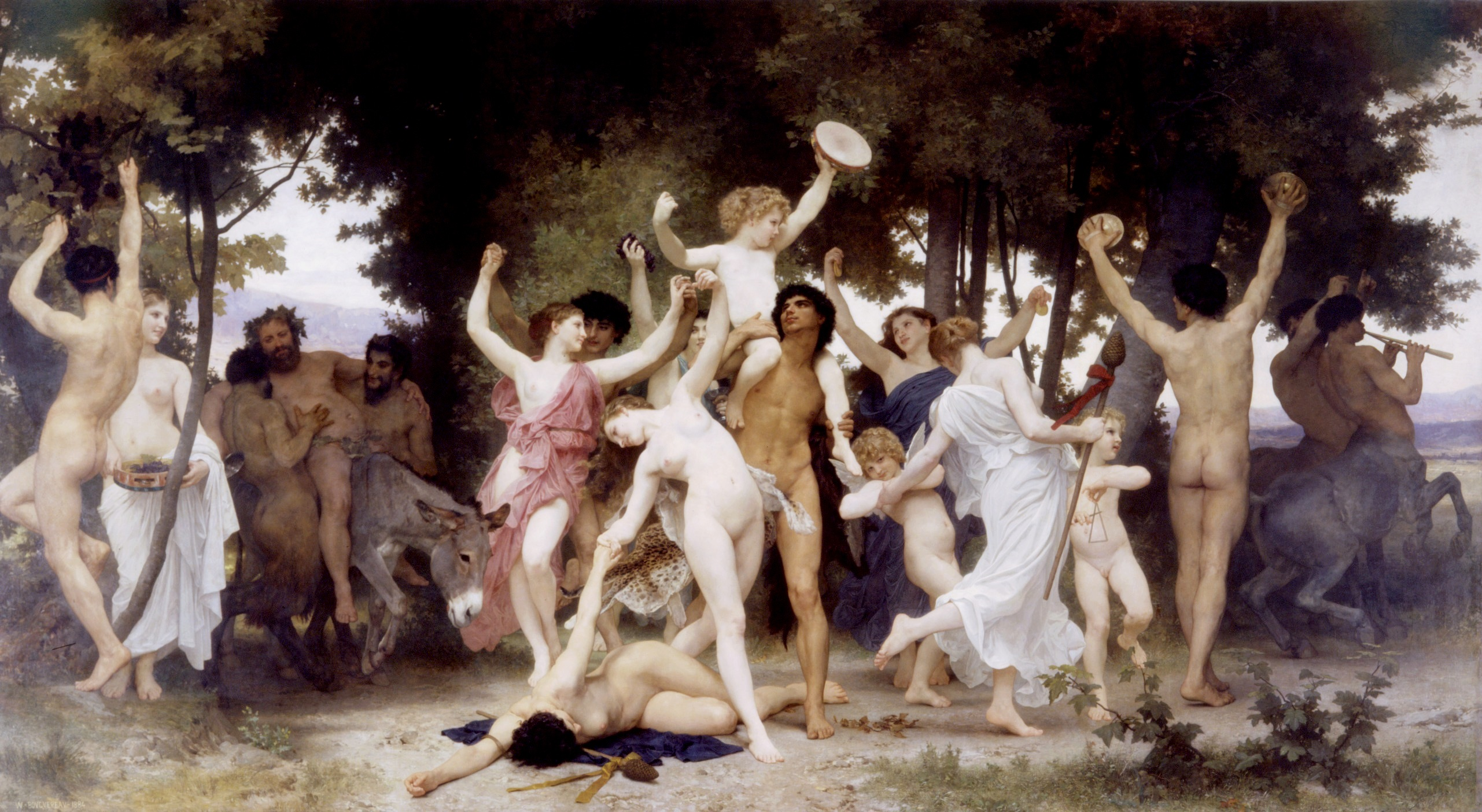
La jeunesse de Bacchus, peinture orgiaque de William Bouguereau (1884)

Le scandale des Bacchanales est une affaire politico-religieuse survenue à Rome en 186 av. J.-C.. 
Une courtisane nommée Hispala Fecenia révéla le secret de ces pratiques au jeune homme qu'elle aimait, Publius Aebutius, afin de le protéger de sa propre mère qui voulait l'initier aux mystères de Bacchus. Suivant les conseils de Hispala, Publius refusa de se faire initier. Il fut alors chassé par sa mère et par son second mari. Il alla se réfugier chez une tante qui lui conseilla de raconter ces faits au consul Postumius.
Le sénat s'émut de son rapport et craignit que la secte ne cachât un complot contre la République. Il chargea les consuls d'une enquête extraordinaire contre les bacchanales et les sacrifices nocturnes, de promettre des récompenses aux délateurs et d'interdire les rassemblements des initiés.
Le scandale conduit à une répression des associations organisées pour célébrer le culte de Bacchus perçues comme dangereuses pour la cohésion politique et religieuse de Rome.
Les mesures de répression du Sénat furent extrêmement sévères, plus de 7000 personnes ont été poursuivies en Italie du Sud, à Rome et en Étrurie, parmi lesquelles plus de 6000 ont été incarcérées ou condamnées à mort.

## Bacchanales dans laculture populaire

### Peinture
Ce thème a plu aux artistes car il permettait de montrer le nu féminin dans un cadre antique. On le voit apparaître dans des décorations romaines, puis chez Filippo Lauri, William Bouguereau, Élisabeth Vigée Le Brun, Nicolas Poussin, Leo Putz, Sebastiano Ricci.  

Bacchanales, Francesco Zuccarelli, Gallerie dell'Accademia de Venise [6]
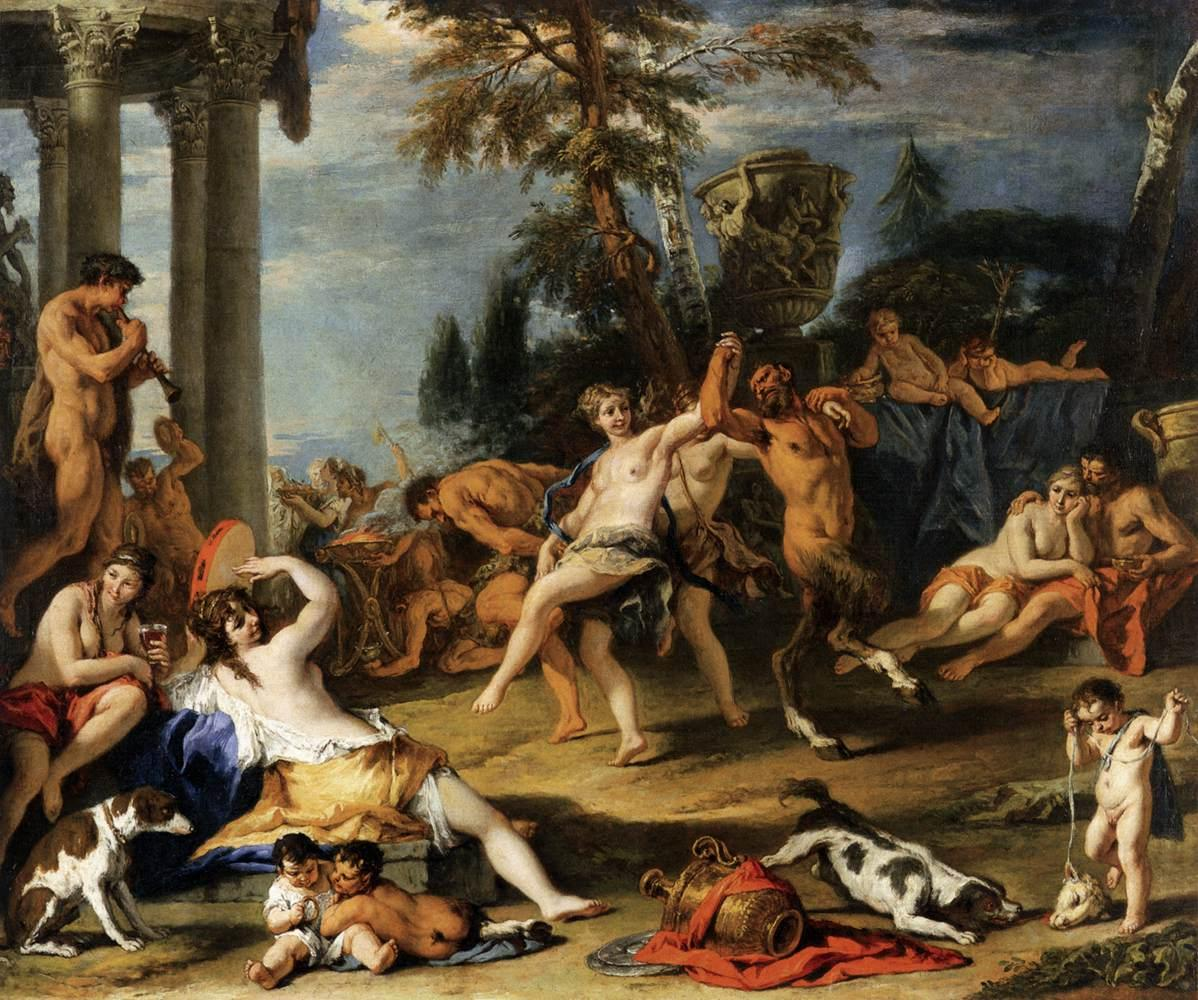
Bacchannale en l'honneur de Pan Sebastiano Ricci, v. 1716 Gallerie dell'Accademia de Venise
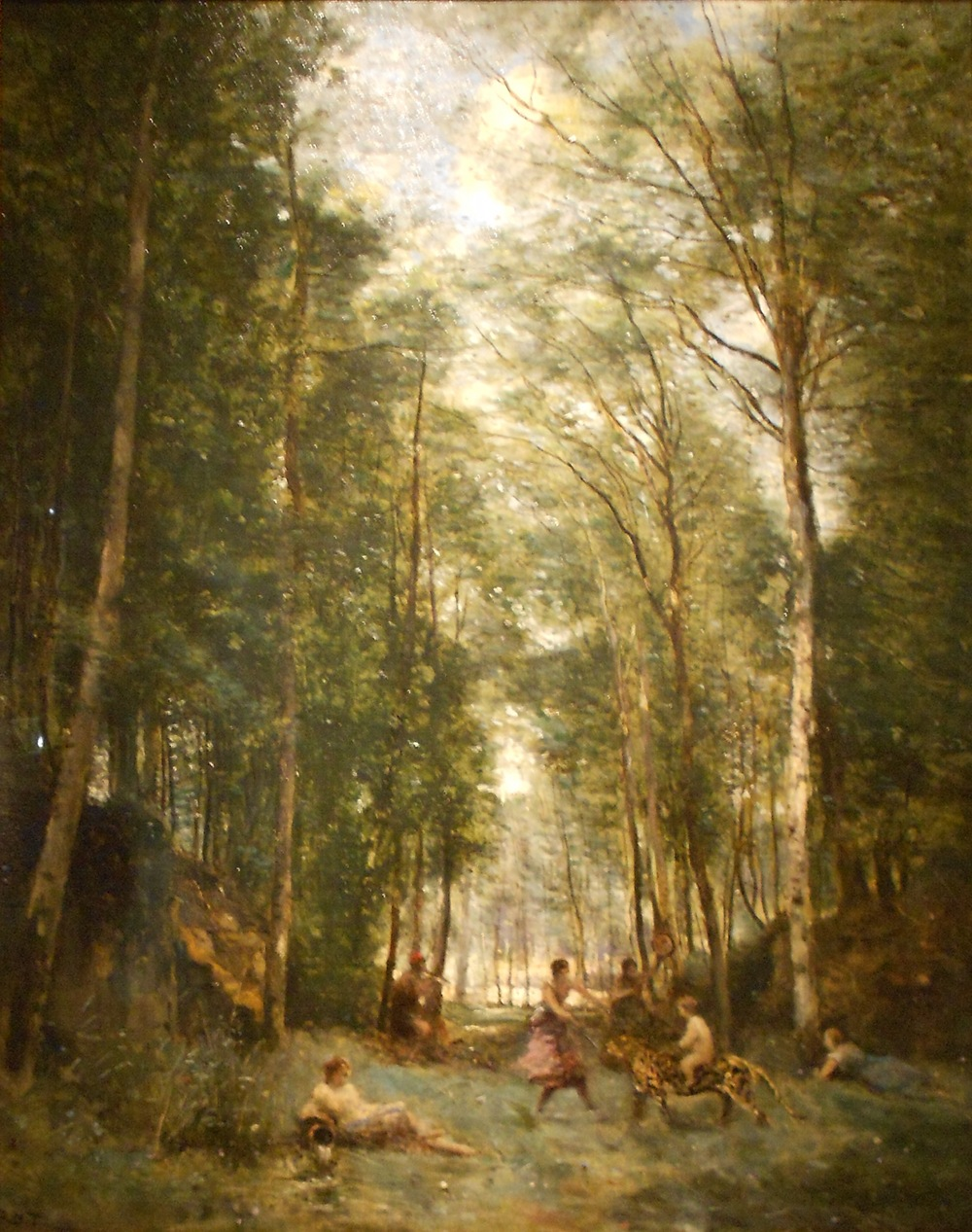
Bacchanale de printemps Camille Corot, 1872 Musée des beaux-arts de Boston

### Littérature
- Le Maître des illusions, roman de Donna Tartt.
- Le mot "Bacchanale" apparaît dans le titre des romans de Maurice Audin[9] ou encore dans les San-Antonio[10].

### Au cinéma
- Certains titres de films utilisent le terme "Bacchanale", par exemple Tout le monde il en a deux (ou Bacchanales sexuelles), Bacchanales infernales[11], Bacchanalia[12], Hercules and the Bacchanal[13], The Bacchae (en) (adaptation de la pièce d'Euripide, Les Bacchantes).

### Musique et danse
- Des bacchanales se retrouvent à l'acte III des grands opéras Samson et Dalila (1877) de Camille Saint-Saëns et  Robert le Diable de Giacomo Meyerbeer. ;
- Le dernier mouvement du ballet de Maurice Ravel, Daphnis et Chloé, est une Bacchanale.